# Bajram Jashanica
Bajram Jashanica (* 25. září 1990 Priština) je kosovský profesionální fotbalista, který hraje na pozici středního obránce za kosovský klub KF Ballkani. Mezi lety 2016 a 2021 odehrál také 6 utkání v dresu kosovské reprezentace.

## Klubová kariéra
- KF Hysi (mládež)
- KF Hysi 2009–2013
- KF Skënderbeu Korçë 2013–
- →  KS Besa Kavajë 2013–2014 (hostování)

## Reprezentační kariéra
V A-mužstvu Kosova debutoval 21. 5. 2014 v přátelském zápase v Kosovské Mitrovici proti reprezentaci Turecka (porážka 1:6, tehdy ještě Kosovo nebylo členem FIFA).